# ラグビーワールドカップ2015日本対南アフリカ
ラグビーワールドカップ2015における日本対南アフリカの試合は、2015年9月19日、プールBの第1試合として、イングランド・ブライトンで行われた。
これまでワールドカップで通算1勝、2引き分けを挟んで16連敗中だったワールドラグビーランキング13位の日本代表〝ブレイブ・ブロッサムズ〟が、過去2回の優勝経験を持つ同ランキング3位の南アフリカ共和国代表〝スプリングボクス〟を34-32で破り、「史上最大の番狂わせ（Greatest upsets of all time）」などと評された。

## これまでの経緯
日本は過去7大会全てに出場していたが、通算成績は1勝2引き分け21敗、すべての大会でグループリーグ敗退であった。当然「ティア1」と呼ばれる列強相手との差は歴然で、例えば1995年大会ではその一角であるニュージーランド〝オールブラックス〟に17-145という歴史的大差で敗北していた。
一方の南アフリカ共和国は、アパルトヘイトによる制裁からの復帰後に出場した5大会で全て決勝トーナメントに進出し、そのうち2度の優勝を果たした。グループリーグでの敗戦も1度しかなく、当時ワールドカップの最高勝率を保持していた。ウィリアムヒルによる試合前のオッズは、南アフリカ共和国の1倍（元返し）に対し、日本は34倍であった。

## 試合展開
試合前々日の発表では日本の背番号12番はクレイグ・ウィングだったが、前日の負傷により22番の立川理道が12番、メンバー外の田村優が22番と変更された。
試合開始直後は、南アフリカ共和国がボールキープして攻め込み、日本もブレイクダウンからターンオーバーを繰り返して対抗する、という展開が続いたが、前半8分、日本がファーストスクラム後にペナルティを獲得し、五郎丸歩のペナルティゴールで先制した。
前半17分には、南アフリカ共和国がモールで攻撃を仕掛け、フランソワ・ロウがトライを決め逆転するが、前半29分には日本もラインアウトからモールを組み、キャプテンのリーチマイケルがトライ。得点を10対7とし、再度逆転した。しかし前半32分にビスマルク・デュプレッシーがトライを決めたことで、前半は10対12と、南アフリカ共和国優勢で終了した。
後半戦が始まると、3分にルード・デ・ヤハーが、21分にはアドリアン・ストラウスがトライを決めるが、日本も五郎丸がペナルティゴールを着実に重ね、28分には自らトライしたことで、29対29の同点に持ち込んだ。

### スクラム選択からの逆転トライ
南アフリカ共和国は後半32分にペナルティゴールを成功させ、得点を29対32としたが、チーム内で連続して反則があり、コーニー・ウーストハイゼンがイエローカードを提示され、一時退場処分となったため、日本は数的優位となっていた。
そして試合終了間際、日本は敵陣深くでペナルティを獲得。ペナルティキックかスクラムが選択でき、比較的確率の高いペナルティゴールの3点で引き分けを狙うか5点のトライによる逆転勝ちを狙うためスクラムを組むかの判断に迫られた。ヘッドコーチのエディー・ジョーンズは、安全に引き分けに持ち込めるペナルティゴールを狙うよう選手たちに指示した。しかし、リーチは同級生でフッカーの木津武士に「スクラム、行けるか？」と相談した後、最終的に自身の判断でスクラムを選択。最後はアマナキ・レレイ・マフィからのパスを受けたカーン・ヘスケスがトライを決め、34対32で歴史的な勝利を挙げた。
試合終了後、リーチは自身の選択について「同点じゃなく、勝ちに行くという気持ちだった。みんなもそうだった」と話した。エディー・ジョーンズも「今日の選手たちは勇敢なんてもんじゃない。最後まで相手に向かって行った。引き分けを選ばずに最後のPGで蹴らないことを選択したリーチの勇気をたたえたい」と、リーチを始めとした選手たちを称賛した。
なお、上述のようにペナルティを獲得した際、エディー・ジョーンズはペナルティゴールを指示しており、選手たちが自分の指示に従わずスクラムを選択したため、激昂したエディー・ジョーンズは着けていた無線のヘッドセットを外して投げつけ、叩き壊してしまった。ヘッドセットを投げつけた映像は残っていないが、着けていたヘッドセットをスクラム選択の後では装着していない姿が確認できる。

## 試合結果
| 2015年9月19日 16:45 | 南アフリカ共和国 | 32–34  | 日本 | ブライトン・コミュニティ・スタジアム, ブライトン 観客数: 29,290人 レフリー: ジェローム・ガルセス |
| 2015年9月19日 16:45 | T: ロウ 18' c ビスマルク 33' m デ・ヤハー 44' c ストラウス 62' c G: ランビー (2/3) 19', 45' ポラード (1/1) 63' PG: ランビー (1/1) 57' ポラード (1/1) 73' | Report | T: リーチ 30' c 五郎丸歩 69' c ヘスケス 80' m G: 五郎丸歩 (2/3) 31', 70' PG: 五郎丸歩 (5/6) 8', 43', 49', 53', 60' | ブライトン・コミュニティ・スタジアム, ブライトン 観客数: 29,290人 レフリー: ジェローム・ガルセス |

| 南アフリカ共和国 | 日本 |

| FB                 | 15 | ザイン・カーシュナー         |              |      |      |
| RW                 | 14 | ブライアン・ハバナ           |              |      |      |
| OC                 | 13 | ジェシー・クリエル           |              |      |      |
| IC                 | 12 | ジャン・デヴィリアス (c)     |              |      |      |
| LW                 | 11 | ルワジ・ンヴォヴォ           |              | 70分 |      |
| FH                 | 10 | パトリック・ランビー         |              | 58分 |      |
| SH                 | 9  | ルアン・ピナール             |              | 58分 |      |
| N8                 | 8  | スカルク・バーガー           |              |      |      |
| BF                 | 7  | ピーター＝ステフ・デュ・トワ |              | 57分 |      |
| OF                 | 6  | フランソワ・ロウ             |              |      |      |
| RL                 | 5  | ヴィクター・マットフィールド |              |      |      |
| LL                 | 4  | ルード・デ・ヤハー           |              | 69分 |      |
| TP                 | 3  | ヤニー・デュプレッシー       |              | 54分 | 79分 |
| HK                 | 2  | ビスマルク・デュプレッシー   |              | 54分 |      |
| LP                 | 1  | テンダイ・ムタワリラ         |              | 54分 | 79分 |
| 交替選手:          |    |                              |              |      |      |
| HK                 | 16 | アドリアン・ストラウス       |              | 54分 |      |
| PR                 | 17 | トレヴァー・ニャカニ         |              | 54分 | 79分 |
| PR                 | 18 | コーニー・ウーストハイゼン   | 78分から80分 | 54分 |      |
| LK                 | 19 | エベン・エツベス             |              | 69分 |      |
| FL                 | 20 | シヤ・コリシ                 |              | 57分 | 79分 |
| SH                 | 21 | フーリー・デュプレア         |              | 58分 |      |
| FH                 | 22 | ハンドレ・ポラード           |              | 58分 |      |
| WG                 | 23 | JP・ピーターセン             |              | 70分 |      |
| 監督:              |    |                              |              |      |      |
| ハイネケ・マイヤー |    |                              |              |      |      |

| FB                   | 15 | 五郎丸歩                   |  |      |      |      |
| RW                   | 14 | 山田章仁                   |  | 79分 |      |      |
| OC                   | 13 | マレ・サウ                 |  |      |      |      |
| IC                   | 12 | 立川理道                   |  |      |      |      |
| LW                   | 11 | 松島幸太朗                 |  |      |      |      |
| FH                   | 10 | 小野晃征                   |  | 73分 |      |      |
| SH                   | 9  | 田中史朗                   |  | 67分 |      |      |
| N8                   | 8  | ツイヘンドリック           |  | 46分 |      |      |
| OF                   | 7  | マイケル・ブロードハースト |  |      |      |      |
| BF                   | 6  | リーチマイケル (c)         |  |      |      |      |
| RL                   | 5  | 大野均                     |  | 54分 |      |      |
| LL                   | 4  | トンプソンルーク           |  |      |      |      |
| TP                   | 3  | 畠山健介                   |  | 10分 | 19分 | 54分 |
| HK                   | 2  | 堀江翔太                   |  | 70分 |      |      |
| LP                   | 1  | 三上正貴                   |  | 58分 |      |      |
| 交替選手:            |    |                            |  |      |      |      |
| HK                   | 16 | 木津武士                   |  | 70分 |      |      |
| PR                   | 17 | 稲垣啓太                   |  | 58分 |      |      |
| PR                   | 18 | 山下裕史                   |  | 10分 | 19分 | 54分 |
| LK                   | 19 | 真壁伸弥                   |  | 54分 |      |      |
| N8                   | 20 | アマナキ・レレィ・マフィ   |  | 46分 |      |      |
| SH                   | 21 | 日和佐篤                   |  | 67分 |      |      |
| CE                   | 22 | 田村優                     |  | 73分 |      |      |
| WG                   | 23 | カーン・ヘスケス           |  | 79分 |      |      |
| 監督:                |    |                            |  |      |      |      |
| エディー・ジョーンズ |    |                            |  |      |      |      |

| マン・オブ・ザ・マッチ: 田中史朗 タッチジャッジ: JP・ドイル フェデリコ・アンセルミ テレビジョン・マッチ・オフィシャル: グラハム・ヒューズ |

Notes:
- 田中史朗の通算50試合目[8]。
- 両国の初対戦。
- 南アフリカ共和国の初のティア2の国への敗戦[9]。
- 日本の初の南半球3強(南アフリカ共和国、ニュージーランド、オーストラリアの3国)からの勝利[10]。

## 試合後の反応
- イギリスの地元紙であるガーディアンは、「W杯史上、比類のない試合。世界に波紋を広げた」と報道[11]した。

- 同じくイギリスの地元紙のデイリー・テレグラフは電子版のトップで、「史上最大の番狂わせ」と伝えた[1][12]。

- 事前のブックメーカーのオッズは南アフリカ共和国勝利1倍、日本勝利34倍であった[13]。

- ラグビーワールドカップでの番狂わせとして、BBCは以下の6つを挙げている[14]。また、ワールドラグビーの公式YouTubeチャンネルでも、「Top 5 Rugby World Cup Shocks」のタイトルで紹介されている[15]。
  1. (WR 1位)2015年大会 ：  南アフリカ共和国 32-34  日本
  2. (WR 3位)2011年大会 ：  フランス 14-19  トンガ 
  3. (WR 5位)1991年大会 ：  西サモア 16-13  ウェールズ
  4. (WR 2位)1999年大会 ：  ニュージーランド 31-43  フランス
  5. (WR 4位)2007年大会 ：  フィジー 38-34  ウェールズ
  6. 1999年大会 ：  サモア 38-31  ウェールズ

- ワールドラグビーの公式YouTubeチャンネルの「ワールドカップで記憶に残る瞬間ランキング」でこの勝利を2位タイに挙げている[16]。

- ハリー・ポッターシリーズの作者として知られるイギリスの作家J・K・ローリングは、試合後に「こんな話は書けない…（You couldn't write this..）」とTwitterで述べた[17][18]。

- 上述のとおりラグビー史上でも類を見ない番狂わせだったため、この結果を「奇跡」と伝える報道もあったが、勝利の立役者となった五郎丸歩が「これは奇跡じゃなく必然です。ラグビーには奇跡なんてありません。」と語るなど[19][20]、選手側からは反発も見られた。

## 映画化
エディー・ジョーンズがヘッドコーチに就任してからこの試合までの4年間を、ドキュメントと再現ドラマで構成したオーストラリア映画「ブライトン・ミラクル」が、2019年10月31日からオーストラリアで公開された。
日本では、2019年9月11日にプレミアム試写会が行われた。ワールドカップ2019開幕前日の9月19日からAmazon Prime Video、Google Play、Apple TVなどで配信され、さらにイベントでの公開などを経て、10月29日から劇場公開された。
監督・脚本は、2015年4月から8月までエディー・ジョーンズのもとで実際に日本代表のスポットコーチを務めた、マックス・マニックス。